# I. Henrik bajor herceg
I. „Szász” Henrik (ném.: Heinrich I. von Sachsen), (919/922, Nordhausen – 955. november 1., Pöhlde kolostora) bajor herceg volt 947-955 között. I. Henrik német király második, Mathildával kötött házasságából született. Ő volt a későbbi Gizella magyar királyné nagyapja.

## Élete
Henrik hiába próbált meg részt venni a királyi hatalom gyakorlásában, kísérletei sikertelenek maradtak. Bátyja, Ottó Lotaringia királyságát jelölte ki számára, ahol azonban Henrik nem tudott érvényesülni; 940-ben a helyi nemesség elűzte.
941-ben, egy felkelés leverése után Ottó a Luitpoldingek Bajorországát jelölte ki fivére számára azzal a céllal, hogy a délkeleti hercegséget jobban betagozza az ottói birodalomba.
I. Henrik kiemelkedő sikerei között sorolható fel a sikeres védelem a támadó magyarok ellen.
A Luidolfingok 953-as felkelésének leverésében Ottó legfontosabb szövetségese volt.
950-ben Henrik megkapta a cseh uralkodói címet is, 952-ben pedig Friaul hercegségét Isztriával, Aquileiával, Veronával és Trienttel.
Henrik földi maradványait a Regensburgi apátságban helyezték végső nyugalomra.

## Családja
Felesége Bajor Judit, akitől négy gyermeke született:
- II. Henrik bajor herceg,
- Hadwig
- Gerberga
- Brun